# Chrysso nigra
Chrysso nigra är en spindelart som först beskrevs av O. Pickard-Cambridge 1880.  Chrysso nigra ingår i släktet Chrysso och familjen klotspindlar. Inga underarter finns listade i Catalogue of Life.